# Riffelsee
De Riffelsee is een klein bergmeer dat ligt op een hoogte van 2770 meter aan de voet van de Riffelhorn bij Zermatt in het kanton Wallis, Zwitserland. Het ligt iets onder het station Rotenboden van de Gornergratbahn. De Riffelsee is vooral bekend door de weerspiegeling van Matterhorn-oostwand, een van de meest begeerde fotomotieven in Zwitserland.